# Битва при Мобэй
Битва при Мобэй («Битва в Северной пустыне») — военная кампания в северной части пустыни Гоби. Была частью крупного стратегического наступления, начатого династией Хань в январе 119 г. до н. э. в сердце кочевых хунну. Битва окончилась победой ханьцев, силы которых возглавляли Вэй Цин и Хо Цюбин.

## Предыстория
Между Древним Китаем и северными кочевниками долгое время существовала военная напряженность, главным образом потому, что плодородные земли процветающей оседлой цивилизации для последних представляли собой привлекательные цели. На протяжении всей истории Древнего Китая, защита северных границ от набегов кочевников была военным приоритетом. Во времена династии Чжоу, северные вассальные государства, такие как Янь, Чжао и Цинь, прибегали к оборонительным стратегиям, строя удлиненные крепости, которые были предшественниками Великой Китайской стены. Во времена династии Цинь первый император Цинь Шихуанди призвал тысячи работников из мирного населения, чтобы усовершенствовать Великую китайскую стену, что позволило бы усилить военные кампании вдоль северной границы.
Китайская династия Хань и кочевая империя Хунну имели очень напряженные отношения. Первоначально хунну представляли собой группу степных племен, которых сдерживали военные наступления династии Цинь под предводительством генерала Мэн Тяня. С падением династии Цинь и последующей гражданской войной в Китае, хунну получили возможность объединиться под властью Модэ и быстро превратиться в мощную племенную конфедерацию, правившую обширной территорией Центральной и Восточной Азии. Затем хунну вторглись и заняли плодородные пастбища Хэтао. Когда война Чу и Хань завершилась, император Гао осознал угрозу, исходящую от его враждебного северного соседа и в 200 г. до н. э. начал масштабную кампанию. После того, как ханьская армия была заманена в засаду и окружена 300-тысячной элитной кавалерией хунну в течение семи дней, осада была снята только после того, как были отправлены гонцы, чтобы подкупить жену шаньюя. После этой неудачи ханьский император понял, что империя, только что оправившаяся от массовой гражданской войны, ещё недостаточно сильна, чтобы противостоять хунну; поэтому он прибег к так называемому «брачному союзу» или хэциню, чтобы ослабить враждебность и выиграть время для укрепления нации. Несмотря на унизительные периодические хецины и дарение подарков, силы хунну в течение следующих семи десятилетий все ещё часто устраивали набеги на границы ханьцев, однако Империя Хань смогла изучить тактики хунну за это время.
Во время своего правления, ханьский император У-ди решил, что империя, наконец, достаточно сильна, чтобы решить проблему хунну. «Мирная» атмосфера была нарушена в 133 г. до н. э. после того, как в Майи была устроена крупная засада, провалившаяся из-за того, что хунну узнали о засаде и отступили. В 129 г. до н. э., ханьские силы одержали свою первую настоящую победу над хунну под командованием молодого Вэй Цина, совершив дальний набег на святое место хунну в Лунчэне (蘢城). В течение следующих десяти лет император У-ди неоднократно использовал Вэя и его энергичного племянника Хо Цюйбина против сил хунну, таким образом отвоевывая большие участки земли и нанося сокрушительные удары.
Ослабленный Ичжисе Чаньюй (伊稚邪), последовал совету Чжао Синя и племен Хунну, отступил на север пустыни Гоби, надеясь, что бесплодная земля послужит естественной преградой против ханьских походов. В 119 г. до н. э. император У-ди запланировал масштабную экспедиционную кампанию. Китайские войска были развернуты в две колонны, каждая из которых состояла из 50 000 кавалеристов и более 100 000 пехотинцев. Вэй Цин и Хо Цюбин служили верховными главнокомандующими и отправились из префектуры Дай (代郡) и Динсяна (定襄).

## Битвы
Первоначальный план предусматривал атаку Хо Цюйбиня из Динсяна, но информация от военнопленного хунну предполагала, что основные силы чаньюев были развернуты на востоке, в префектуре Дай, хотя на самом деле информация оказалась ложной. Император У-ди, который отдалялся от Вэй Цина и уделял младшему Хо больше внимания и благосклонности, приказал двум колоннам поменяться маршрутами в надежде позволить Хо (которому предпочтительно были назначены самые элитные солдаты) вступить в бой с Чаньюем.

### Восточный театр боевых действий (провинция Дай)
Восточный театр боевых действий не представлял особой угрозы для императора, поскольку развернутые ханьские войска превосходили противостоящие им силы хунну.
Войска Хо Цюйбина выступили из префектуры Дай, прошли более 1000 миль и вступили в непосредственный бой с силами Достойного принца Востока хунну (左賢王, «Мудрый король Востока»). Битва была быстрой и стремительной, так как силы Достойного Принца не могли сравниться с элитной кавалерией Хо. Армия Хо быстро окружила и захватила своего врага, убив 70 443 человека и взяв в плен трех лордов хунну и 83 дворянина. Силы Хо Цюйбина понесли 20 % потерь, но после захвата быстро пополнились на месте. Затем он продолжил серию ритуалов по прибытии в горы Хэнтий (狼居 胥 山 и более северные 姑 衍 山), чтобы символизировать историческую победу ханьцев, а затем продолжил свое преследование до озера Байкал (瀚 海).), фактически уничтожив клан хунну.
Отдельная дивизия под командованием Лу Бодэ (路博德), отправившаяся по стратегически фланговому маршруту из Правого Бэйпина (右北平), объединила силы с Хо, подоспев и вовремя и уничтожив 2800 вражеских солдат. Затем объединённые силы вернулись с триумфом.

### Западный (провинция Динсян)театр войны
Западный театр, хотя и вызывал меньше ожиданий от императора У-ди, на деле оказался более драматичным. Силы Вэй Цина, выдвинутые из Динсяна, были сравнительно слабее, чем их восточные коллеги, поскольку их силы состояли в основном из остатков элитных войск Хо Цюйбина на востоке. У Вэй Цина были и другие обязательства — под его командованием находились пять генералов, ожидавших престижных званий, в том числе старый, но полный энтузиазма Ли Гуан. Ли Гуан настаивал на том, что ему нужна должность в авангарде, как и было обещано императором У-ди, но император тайно сообщил Вэю, чтобы он отказался, основываясь на суевериях, будто бы на Ли наложено проклятие невезения. Затем Вэй Цин поручил Ли Гуану объединить силы с Чжао Шици (赵 食 其 / 趙 食 其) на бесплодном восточном фланговом маршруте, против чего Ли протестовал и в гневе вышел из главного лагеря.
Ханьская армия мобилизовалась как и планировалось. Пройдя более 500 миль, они столкнулись с главными силами Чаньюя в 80 000 кавалеристов. Это было неожиданно, поскольку первоначальная стратегия заключалась в том, чтобы позволить элитным войскам Хо Цюйбина разобраться с элитной кавалерией Чаньюя (причина, по которой две ханьские колонны поменялись маршрутами). Однако силы хунну выжидали, чтобы устроить засаду своему противнику. Силы ханьцев, с другой стороны, устали и были в меньшинстве, мало того, восточная дивизия Ли Гуана и Чжао Шици ещё не прибыла на поле боя. Без колебаний хунну атаковали ханьские силы 10-ти тысячным кавалерийским авангардом.
Вэй Цин понял, что у него нет шансов, и быстро принял оборонительные контрмеры . Он приказал своим войскам выстроить бронированные боевые повозки, известные как «Колесницы У Ган» (武刚车/武剛車), в кольцевые построения, создав мобильные крепости, которые обеспечивали лучникам, арбалетчикам и пехоте защиту от мощных кавалерийских атак хунну, и позволил ханьским войскам использовать преимущества точности своего оружия дальнего боя. Силы кавалерии численностью 5000 человек были развернуты для усиления строя и уничтожения любых сил хунну, которым удалось проникнуть в окруженные кольцами колесницы. Эта тактика оказалась эффективной в противодействии импульсу кочевой кавалерии, поскольку силы хунну не смогли прорвать позиции ханьской армии. Когда первоначальная энергия хунну была нейтрализована, битва зашла в тупик, и ни одна из сторон не добилась значительных успехов или потерь.
Эта тупиковая ситуация продолжалась до заката, когда песчаная буря закрыла поле боя. Вэй Цин использовал тактическое преимущество неразберихи вокруг песчаной бури, чтобы отправить свои основные силы. Ханьская кавалерия использовала плохую видимость как прикрытие и окружила армию Чаньюя с обоих флангов . Линии хунну были подавлены, а их боевой дух был сломлен видом ханьских солдат, атакующих их в темноте. Увидев, что его силы полностью разбиты, чаньюй бежал в сопровождении всего нескольких сотен человек. Силы ханьцев убили более 19 000 врагов и преследовали оставшихся ещё на 100 миль до Хангайских гор, где они осадили, а затем захватили крепость Чжао Синь, расположенную в долине Орхон. После дня, потраченного на перегруппировку и получение свежих припасов, ханьские силы сожгли крепость дотла, прежде чем вернуться с триумфом.
Восточная дивизия Вэй Цина, которой командовали Ли Гуан и Чжао Шици, заблудилась в пустыне и полностью пропустила битву, присоединившись к основным силам только на пути Вэй Цина домой. В результате Ли и Чжао были вызваны на военный трибунал за невыполнение приказов и создание рисков. Ли Гуан, разочарованный и униженный, поскольку это был его последний шанс получить военное признание, чтобы получить в награду титул маркизата, покончил жизнь самоубийством, чтобы сохранить свою честь.
Для западного театра битва оказалась решающей. Основные силы Чаньюя были настолько разгромлены, что не смогли оправиться. Чаньюй пропал без вести более чем на 10 дней, в результате чего его племя предположило, что он мертв, и установило нового лидера, которого пришлось убрать после того, как Чаньюй наконец снова появился. Хунну были вынуждены отступить дальше на север, поскольку их превосходство на северной границе династии Хань в значительной степени было устранено.

## Последствия
Затраты на победоносные походы на хунну за десять лет с 129 по 119 г. до н. э. были огромны: ханьская армия потеряла в этих походах почти 80 % своих лошадей из-за боевых, а также небоевых потерь, таких как суровое путешествие и чума, вызванная тем, что хунну загрязнили водоснабжение мертвым скотом.
Экономическое давление на центральное ханьское правительство привело к введению новых налогов, увеличивших нагрузку на рядовых крестьян. Зарегистрированное население Империи Хань значительно сократилось в результате голода и чрезмерного налогообложения для финансирования военной мобилизации.
Однако хунну ждала судьба похуже, поскольку их военные потери напрямую отразились на их экономике. Помимо потери рабочей силы из-за жертв и болезней во время войны, кочевые хунну потеряли миллионы голов домашнего скота, их жизненно важные пищевые ресурсы, а война оставила большую часть оставшегося скота, страдающего от выкидышей во время их репродуктивных сезонов без хозяев.
Кроме того, потеря контроля над плодородными южными пастбищами означала, что хунну пришлось скрываться в холодных, бесплодных землях северной пустыни Гоби и Сибири, пытаясь выжить. В результате между династией Хань и хунну существовало настоящее перемирие на семь лет, закончившееся после набега хунну в 112 г. до н. э. на Уюань. Хунну так и не восстановили свое прошлое могущество и в ближайшие десятилетия распались на более мелкие кланы, спустя столетия разделившись на южную и северную ветви, поскольку южные ветви стали вассалами династии Хань. Поскольку северные ветви подвергаются нападению со стороны южных ветвей, империя Хань и другие кочевые племена, такие как ухуань и сяньбэй, получают независимость от повелителей хунну, вынуждая северные ветви иммигрировать на запад. В конце концов, бегущие северные ветви хунну стали предками гуннов, что привело к косвенному разрушению и распаду Западной Римской империи в последующие века. В то время как другие мигрировали к югу от Центральной Азии, становясь хионитами, кидаритами, эфталитами и гуннами-незаками , что косвенно привело к краху империи Гупта и стало серьёзным бременем для империи Сасанидов.